# Liste der Baudenkmale in Leiferde
In der Liste der Baudenkmale in Leiferde sind alle Baudenkmale der niedersächsischen Gemeinde Leiferde aufgelistet. Die Quelle der  Baudenkmale ist der Denkmalatlas Niedersachsen. Der Stand der Liste ist der 13. Januar 2023.

## Allgemein
In den Spalten befinden sich folgende Informationen:
- Lage: die Adresse des Baudenkmales und die geographischen Koordinaten. Kartenansicht, um Koordinaten zu setzen. In der Kartenansicht sind Baudenkmale ohne Koordinaten mit einem roten Marker dargestellt und können in der Karte gesetzt werden. Baudenkmale ohne Bild sind mit einem blauen Marker gekennzeichnet, Baudenkmale mit Bild mit einem grünen Marker.
- Bezeichnung: Bezeichnung des Baudenkmales
- Beschreibung: die Beschreibung des Baudenkmales. Unter § 3 Abs. 2 NDSchG werden Einzeldenkmale und unter § 3 Abs. 3 NDSchG Gruppen baulicher Anlagen und deren Bestandteile ausgewiesen.
- ID: die Objekt-ID des Baudenkmales
- Bild: ein Bild des Baudenkmales, ggf. zusätzlich mit einem Link zu weiteren Fotos des Baudenkmals im Medienarchiv Wikimedia Commons. Wenn man auf das Kamerasymbol klickt, können Fotos zu Baudenkmalen aus dieser Liste hochgeladen werden:

## Leiferde

### Gruppe: Kirchengemeinde St. Vitii
Die Gruppe hat die ID 47567402.  Kirche St. Viti (1869), Pfarrhaus (1911) mit Wirtschaftsnebengebäude, Kirchhof und Baumbestand.

| Lage                                       | Bezeichnung    | Beschreibung | ID       | Bild           |
| ------------------------------------------ | -------------- | --- | -------- | -------------- |
| Hauptstraße 4 52° 26′ 18″ N, 10° 26′ 17″ O | St. Vitikirche | Neugotischer sechsjochiger Backsteinbau unter Satteldach, nach Osten abgewalmt, mit breitem Westturm und eingezogener polygonaler Apsis. Quadratische Kapellen in den Winkeln zwischen Chor und Schiff. Am Schiff hohe Strebepfeiler mit dazwischenliegenden zweibahnigen Spitzbogenfenstern und darüberliegenden Rundfenstern. Querrechteckiger Westturm unter Satteldach mit achteckigem Dachreiter mit offener Laterne. Mittelalterlicher Unterbau mit Dreiecksgiebel. Obere Geschosse in Backstein. | 33931002 | Weitere Bilder |
| Im Paul 1 52° 26′ 20″ N, 10° 26′ 16″ O     | Wohnhaus       | Zweigeschossiger verputzter Massivbau auf hohem Sandsteinquadersockel unter Krüppelwalmdach. Vorbau zum Eingang unter Satteldach. Erbaut 1911 als Pfarrhaus. | 47145654 |                |
| Im Paul 1 52° 26′ 20″ N, 10° 26′ 14″ O     | Nebengebäude   | Eingeschossiges Backsteingebäude auf niedrigem Sandsteinsockel unter Satteldach. Aussermittige Längsdurchfahrt mit Segmentbogenabschluss. Ecklisenen und Ortgangfries als Fassadengliederung. | 47442530 |                |

### Einzelbaudenkmale
| Lage                                       | Bezeichnung               | Beschreibung | ID       | Bild |
| ------------------------------------------ | ------------------------- | --- | -------- | ---- |
| Gilder Weg 1 52° 27′ 24″ N, 10° 26′ 15″ O  | Bahnwärterhaus            | Zweigeschossiger kleiner verputzter Massivbau unter Krüppelwalmdach mit Ziegeldeckung. Westseitige Eingangstür und Fensteröffnungen im EGs mit Segmentbögen, OG mit geradem Sturz und steilen Sohlbänken in Werkstein. Im Norden/Nordosten jüngere flache Anbauten.                                          | 33930984 | BW   |
| Im Paul 5 52° 26′ 23″ N, 10° 26′ 12″ O     | Wohn-/ Wirtschaftsgebäude | Eingeschossiges Vierständer-Hallenhaus mit Ziegelausfachung unter Halbwalmdach mit mittiger Längseinfahrt. Wirtschaftsteil zu Wohnzwecken ausgebaut. | 33931050 | BW   |
| Twegte 5 52° 26′ 16″ N, 10° 26′ 22″ O      | Wohn-/ Wirtschaftsgebäude | Vierständer-Hallenhaus mit zweigeschossigem Wohnteil in Stockwerksbauweise mit Ziegelausfachung unter Halbwalmdach. Mittige Längseinfahrt und Kübbungen an beiden Traufseiten leicht vorspringend. | 33931026 | BW   |
| Zum Sportplatz 52° 26′ 17″ N, 10° 26′ 0″ O | Friedhofskapelle          | Kleiner rechteckiger Fachwerkbau mit Ziegelausfachung auf niedrigen Sandsteinsockel unter Satteldach mit Freigespärre am Ostgiebel. Im Osten zweiflügelige Holztür, an Längsseiten paarweise angeordnete Sprossenfenster im neugotischen Stil. Andreaskreuze zur Eckaussteifung, Westfassade massiv ersetzt. | 33931074 |      |